# Rudolf Harling
Rudolf Harling (* 9. Juli 1927 in Anholt; † 26. Juli 2016 in Soest) war ein deutscher Verwaltungsjurist und von 1967 bis 1991 Oberkreisdirektor des Kreises Soest.

## Leben

### Jugend und Studium
Rudolf Harling wurde am 9. Juli 1927 in Anholt, heute Stadtteil von Isselburg, Kreis Borken, als erstes von fünf Kindern geboren. Sein Vater Wilhelm Harling war bis zum Zweiten Weltkrieg Rentmeister in den Diensten des Fürsten Salm-Salm. Nach dem Zweiten Weltkrieg wurde Wilhelm Harling langjähriger Bürgermeister der Stadt Anholt.
Mit 12 Jahren besuchte Rudolf Harling die Johann-Konrad-Schlaun-Oberrealschule in Münster (heute: Johann-Conrad-Schlaun-Gymnasium).
In den Jahren 1943/1944, im Alter von 16 Jahren, wurde Rudolf Harling als Luftwaffenhelfer in Münster und bei Köthen in Anhalt eingezogen.
1946 machte er sein Abitur und nahm danach ein Studium der Rechtswissenschaften an der Universität Münster auf. Sein Erstes Staatsexamen legte er 1951 ab und arbeitete danach als Referendar im juristischen Vorbereitungsdienst im Bezirk des Oberlandesgerichts Hamm. Im Januar 1957 legte er seine Zweite Staatsprüfung ab. Schon während seines Studiums zeigte sich Rudolf Harling dem Archivwesen verbunden. So arbeitete er als Student im Archiv Anholt und betreute als Chronist und Archivar das Archiv seiner Studentenverbindung KStV Hansea-Halle in Münster.

### Beruflicher Werdegang
Nach dem Studium arbeitete er zunächst für etwa ein Jahr als Assessor beim Landkreistag NRW in Düsseldorf und nahm dann am 1. April 1958 seine Arbeit im Altkreis Soest unter dem damaligen Oberkreisdirektor Freiherr von Wintzingerode auf. Zunächst arbeitete er bis 1961 als Assessor und wurde dann zum Allgemeinen Vertreter des Oberkreisdirektors ernannt. 1963 folgte eine Beförderung zum Kreisoberrechtsrat und drei Jahre später die Ernennung zum Kreisdirektor. Im Jahr 1963 heiratete Harling seine Frau Ursula Harling, geb. Hayn. Aus dieser Ehe gingen vier Kinder hervor.
Im Jahr 1967 wurde er mit 37 „Ja“-Stimmen und drei Enthaltungen zum Oberkreisdirektor des Altkreises Soest gewählt. Als 1975 die Altkreise Soest und Lippstadt im Rahmen der kommunalen Neugliederung zum heutigen Kreis Soest zusammengelegt wurden, wurde Harling einstimmig als Oberkreisdirektor des Großkreises Soest bestätigt. Bei den Neuwahlen 1979 wurde Rudolf Harling mit deutlicher Stimmenmehrheit wiedergewählt. Nach einer 24-jährigen Amtszeit trat Rudolf Harling am 19. Oktober 1991 in den Ruhestand.

### Ehrungen
- 1988: Ernennung zum Honorary Officer des Ordens des Britischen Empire durch Königin Elisabeth II.

## Tod
Rudolf Harling verstarb am 26. Juli 2016 nach langer Krankheit im Alter von 89 Jahren in Soest. Seine Urne wurde am 26. August 2016 auf dem Osthofenfriedhof in Soest beigesetzt.
Sein Nachlass befindet sich im Kreisarchiv Soest.

## Weitere Quellen
Akten des Kreisarchivs Soest:
- Krs. SO-A 8416
- Krs. SO-A 8412
- Krs. SO-A 8411

| Personendaten    | Personendaten                                     |
| ---------------- | ------------------------------------------------- |
| NAME             | Harling, Rudolf                                   |
| KURZBESCHREIBUNG | deutscher Verwaltungsjurist und Oberkreisdirektor |
| GEBURTSDATUM     | 9. Juli 1927                                      |
| GEBURTSORT       | Anholt                                            |
| STERBEDATUM      | 26. Juli 2016                                     |
| STERBEORT        | Soest                                             |